# Hollenbek
Hollenbek er en kommune i det nordlige Tyskland, beliggende i Amt Lauenburgische Seen under Kreis Herzogtum Lauenburg. Kreis Herzogtum Lauenburg ligger i delstaten Slesvig-Holsten.

## Geografi
Hollenbek ligger ca. 8 kilometer sydøst for Mölln og 11 kilometer syd for Ratzeburg. Den grænser mod syd til delstaten Mecklenburg-Vorpommern.